# Етноніми росіян
Етноніми росіян — назви етнонімів російського народу. Включають самоназви (ендоетноніми) і назви, які використовують інші народи (екзоетноніми).

## Назви
- Росія́ни — українська сучасна назва. Походить від грецького імені Русі — Росія, що широко використовувалося в московській державній і церковній документації[1].
- Ру́сскіє  (рос. русские) — російська самоназва, є за походженням субстантивованим прикметником. Закріплення етноніма «русскіє» в Московській державі припадає на XIX—XX століття[1]. Водночас, на власне руських землях (Україна і Білорусь), що перебували у складі Великого князівства Литовського і Польського королівства, утвердився етнонім «русин» (однина), «русь» (множина)[1].
- Великоро́си, або великору́си — ранньомодерна назва росіян. Використовувалася у ХІХ—ХХ століттях для підкреслення окремішності росіян від українців (малоросів) і литвинів (білорусів)[1]. Також вживається в сучасній російській етнографічній літературі для позначення росіян після XV ст., наприклад: «російська (великоруська) народність»[1]. Проте «Мала радянська енциклопедія» у 1930 стверджувала, що «Великоруси — термін, штучно введений у 19 столітті»[2].
- Москва́[3][4][5] — ранньомодерна назва росіян, що вживалася в Речі Посполитій[6].
- Москови́ти[7] (лат. moscovitae) — середньовічна латинська назва росіян, яка увійшла в більшість європейських мов нового часу[8][9][10].
- Москви́ни[11] (подібно до «литвини», «русини») — середньовічна і ранньомодерна українська назва росіян. Також — моско́вці[12], московські люди тощо[1].
- Москвич, московка (ст.-укр. Москвїчь, ст.-укр. Московъка) — в староукраїнській мові XV ст. — уродженці або жителі Великого князівства Московського[13].
- Москалі — ранньомодерна українська назва; згодом стала також позначати солдат московської (російської) армії.[14][15]
- Кацапи — зневажлива українська назва нового часу. Походить з тюркських мов, означає «різника».[16][17]
- Рюсся — зневажлива фінська назва росіян.
- Тібла — зневажлива естонська назва росіян.
- Урла — зневажлива латиська назва росіян.

## Опис
Українська назва «росіяни» вживається у двох значеннях: щодо російського етносу і щодо населення всієї Росії. Це створює певні неточності (аналогічно, «китайцями» називають як етнічних китайців-хань, так і всіх жителів Китаю — хань, монголів, тибетців, уйгурів та ін). У сучасній російській мові «россияне» має значення «громадяни Росії», а щодо етносу зараз прийнятий термін «русские».
Щодо російського етносу ще у XIX ст. українцями вживалися назви — «москалі» (рідше «москва», «московини», «московці»), причому два перших слова мали ще значеннях — «солдати царської армії». Під назвою moskali росіяни відомі у польській мові, у білоруській мові також відомі під назвою маскали. Відоме й про іншу українську назву росіян — «кацапи» (груб. «кацалапи»). На теперішній час вони сприймаються як глузливі й образливі: «Словник української мови» І. К. Білодіда подає «москаль» у значенні «росіянин» як друге, а «кацап» супроводжує поміткою «зневажливе». Втім, обидва екзоніми вживаються як самоназви деяких локально-етнічних груп Росії: «москалями» себе називають мешканці с. Татаріно Кам'янського району Воронезької області (в їхньому мовленні й побуті зберігається український вплив, хоча культура типово російська); а «кацапи» — самоназва жителів низки населених пунктів у Тербунському районі Липецької області, Реп'євського району Воронезької області.
Відтак, значно пізніше, розповсюджується прийнята у державному діловодстві Росії у 18—19 ст. форма «великоросіяни», «великороси», на відміну від «малоросіян», «малоросів» — українців. Цікаво, що незважаючи на свідчення вживання у XVIII ст. (наприклад у Ломоносова) терміна «великоросы», «Мала радянська енциклопедія» у 1930 стверджувала, що «Великоруси — термін, штучно введений у 19 столітті».
Існує теорія, що термін «Мала Русь» первісно означав ядро держави, «метрополію» — на відміну від «Русі Великої», пізніше приєднаних земель. Вони наводять свідчення, що ці терміни були впроваджені у Візантії, у XIV ст. константинопольський патріархатом — за аналогією з термінами «Мала Греція» (основні землі, метрополія) та «Велика Греція» (колонії).
Саме слово «росіяни» в українській мові, як і рос. россияне пов'язане за походженням з «Росія» (Россия), яке має грецьке походження — від грец. Ῥῶς («Русь», «руський народ»). Воно поширювалося не тільки на сучасних росіян, але й на українців і білорусів. Щодо походження слова Ῥῶς є дві основних версії. Згідно з першою, це візантійська адаптація слов'янського «Русь». Друга версія виходить з того, що візантійці ототожнювали русів (які здійснювали набіги на Візантію) з біблійним народом Рош (Ῥῶς), що за легендою, обитав десь на півночі. Найменування реального народу біблійним ім'ям було цілком звичайним у літературних традиціях візантійських авторів. Незважаючи на те, що руси незабаром прийняли хрещення, назва Ῥῶς так і залишилася за ними у Візантійській імперії. Перша згадка цього слова трапляється у «Житії Георгія Амастридського», написаному не пізніше 842 року. Надалі від імені народу за допомогою суфікса ία було утворена й назва країни — Ῥωσία, «Росіа», тобто «Руська земля».
Наприкінці XIV — початку XV ст. назва «Росія» проникає й у давньоруські документи. У пам'ятках ранішого часу трапляється лише «Русь». Згідно з М. Фасмером, перша фіксація слова «Росія» належить до XVI ст., але його можна знайти вже у середньоболгарській пам'ятці «Лествиця» Іоанна Синайського (1387 р.), а також у запису, зробленому приблизно того же часу Київським митрополитом Кипріаном, де він звав себе «митрополитом Київським і всея Росія».
З XVII ст. форма «Росия», «Росія» стає уживанішою ніж «Русь», тоді ж його починають писати з подвійним «с» — за аналогією з «русский» (в останньому друге «с» належить не до кореня, а до суфікса).
Перше засвідчене вживання слова «россияне» (щоправда, у значенні не «етнічний росіянин», а «житель Русі») належить також до XVII ст.: у «Посланні великого святійшого Йосипа патріарха Московського і всея Русії до королева сина Вальдемара графа» (1644).
|  | «Мартин Лютер закони новивигадані латинські писанням викривав за ділами їх, і тут же й нас, православних росіян, з грецькими законами істинними, з усіма ухваленими церковними зненавидівши…» Оригінальний текст (ст.-слов.) «Мартинъ Лютеръ законы нововымысленные латынскіе писаніемъ обличалъ по дѣломъ ихъ, и тутъ же и насъ, православныхъ росіянъ, из греческими законы истинными, со всѣми утверженми церковными возненавидѣвъ…» |

У XVIII ст., слово «россиянин», будучи за походженням церковнослов'янізмом, стає елементом «високого штилю» російської літератури, протиставляючись «низькій» формі «русский». Цікаво, що первісно наголос у ньому стояв посередині слова — «росси́яне», оскільки таке наголошення було звичайним і в інших церковнослов'янських назвах народів на «-яне». На межі XVIII—XIX ст. узвичаюється форма «россия́не», а на середину XIX ст. термін «россияне» майже виходить з ужитку, замінючись словом «русские».

Є підстави припускати, що термін «россияне» не вживався щодо всіх підданих Російської імперії: ним йменували лише сучасних росіян, українців («малоросіян») і білорусів. Приклад уживання цього слова в значенні, практично тотожньому сучасному російському, трапляється у промові О. П. Кутепова від 12 травня 1929 року: 
|  | «У нашій багатій мові, на жаль, втратилось одне слово „Россиянин“, а між іншим, це слово потрібне і навіть необхідне — воно ширше за слово „Русский“. Всі народи, що населяють Росію, незалежно від їхньої національності — „Россияне“»Оригінальний текст (рос.) «Въ нашемъ богатомъ языкѣ, къ сожалѣнію, утратилось одно слово: „Россіянинъ“, а между тѣмъ это слово нужно и даже необходимо — оно шире, чѣмъ слово „Русскій“. Всѣ народы, населяющіе Россію, независимо отъ ихъ національности, прежде всего — Россіяне» |

Зазначають, що в емігрантському середовищі з 1930-х років звичайним було вживання цього терміна у розумінні — всі жителі СРСР («Росії»).
У словниках радянського часу «россияне» подається як архаїзм до слова «русские». Ця назва тоді ж закріплюється за одним зі східнослов'янських народів — тих, кого досі звали «великорусами». На початку 1990-х років слово «россияне» знову повертається до ужитку — тепер так йменують всіх громадян Російської Федерації, незалежно від їхньої етнічної належності. Втім, на прикладі мовлення 1990-х наводять свідчення етантіосемії: «россияне» означають іноді не етнічних росіян («русских»), а навпаки, громадян Росії неросійської національності.
В українській мові термін «росіяни» узвичаюється, очевидно, тільки на початку XX ст.: «Словарь української мови» Грінченка не містить гасла «росіянин» (він фіксує лише коротку форму — «росиян»).

### Розбіжності в термінах
- Термін «русские» у Північно-Східній Русі означав підданих руського князя (тобто спочатку було атрибутивом, згодом перетворилося на субстантив). У західних руських землях у цьому значенні вживали «русини», «Русь». Після приєднання до Російської імперії майже всіх східнослов'янських земель, «русскими» зазвичай звали всіх східних слов'ян (великоруси, малоруси, білоруси). Самоназва — «русские» наприкінці XIII ст. розповсюджується на північно-східних землях поряд з топонімом «Русь», витісняючи місцеві етноніми — як слов'янські (в'ятичі, словени, кривичі, радимичі, сіверяни), так і балтські (голядь) та фінські (меря, мурома, мещера)[джерело?].